# Глибока глотка (Цілком таємно)
«Глибока глотка» — друга серія американського науково-фантастичного серіалу «Секретні матеріали». Вперше був показаний на телеканалі Фокс 17 вересня 1993 року. Сценарій до нього написав Кріс Картер, а режисером був Деніел Секхайм. Ця серія містить декілька важливих для подальшої міфології та сюжетної лінії деталей. Серію переглянуло 11,1 млн глядачів. Серія отримала позитивні відгуки від критиків.
Серіал розповідає про двох агентів ФБР Фокса Малдера (роль виконав Девід Духовни) та Дейну Скаллі (роль виконала Джилліан Андерсон), які розслідують паранормальні випадки, що називають «файли X». В цій серії агенти розслідують можливу змову в Повітряних силах США, попри те, що якийсь незнайомець попереджає його, щоб він не втручався в цю справу. Малдер підходить ближче до правди про позаземне життя, але правда знов вислизає з рук.
В серії з'явився персонаж «Бездонна горлянка», який буде інформатором Малдера протягом першого сезону. Його ввели в сюжет щоб створити міст між протагоністами та учасниками змови, секрети яких вони намагатимуться розкрити. Серія сфокусувалась на загальних елементах уфології, з місцем дії, що нагадує Зону 51 та військову базу Нелліс.

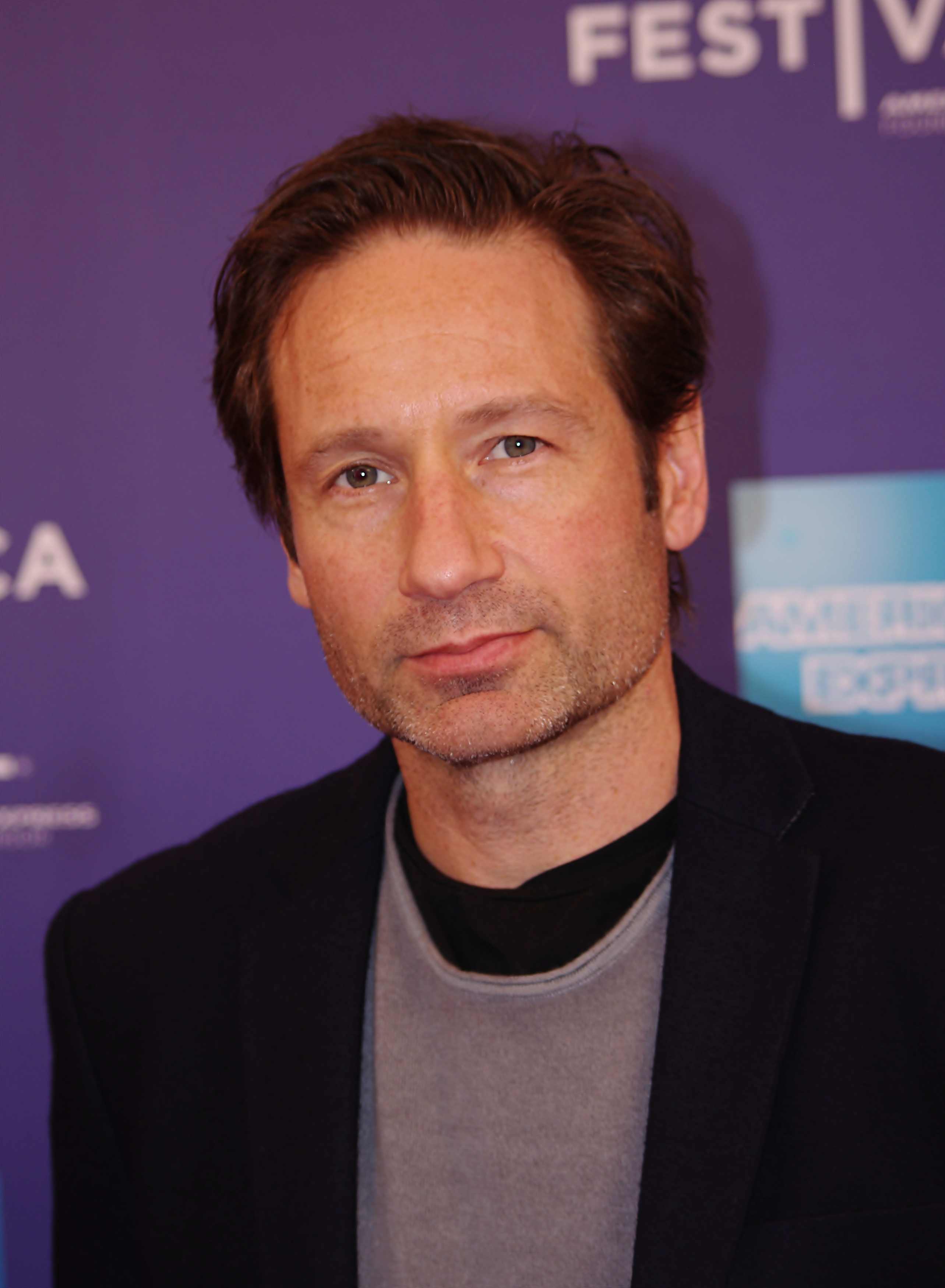

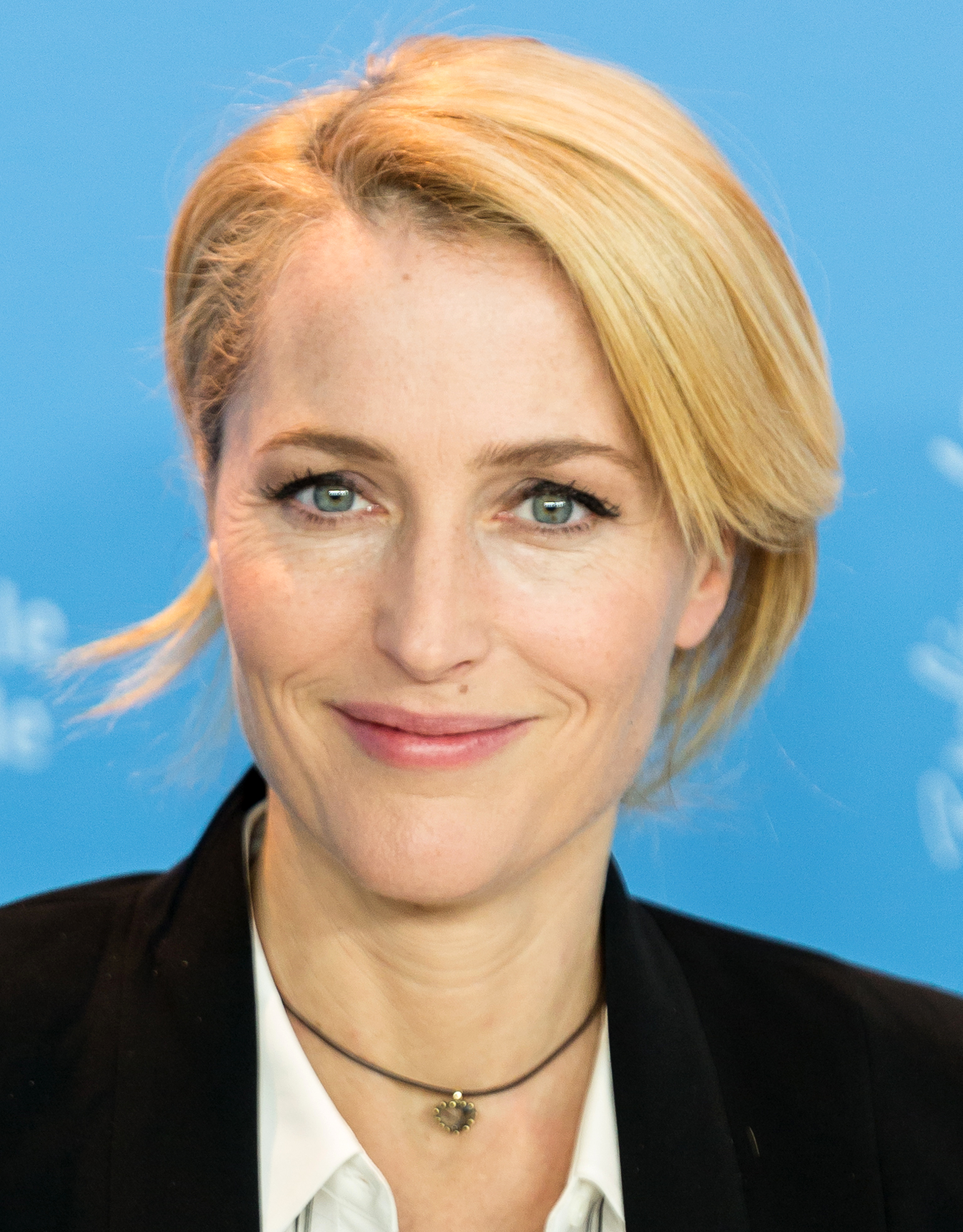

## Сюжет
На південному заході Айдахо, біля бази військово-повітряних сил Елленс, військова поліція вривається в будинок полковника Роберта Будахаса, який викрав військовий транспортний засіб. Його знаходять у ванній — він тремтить і його тіло вкрито висипами.
Через чотири місяці Малдер та Скаллі зустрічаються в барі в Вашингтоні щоб обговорити справу Будахаса. Малдер розповідає Скаллі, що Будахас був пілотом-випробувачем, і що після рейду в на його будинок його ніхто не бачив і військові нічого не кажуть з цього приводу. ФБР також відмовилось розслідувати цю справу. Малдер каже, що окрім Будахаса, зникло ще шість пілотів, це породило чутки про експериментальні літаки. Коли Малдер зайшов в туалет в барі, до нього підійшла людина та попередила його не втручатись в цю справу. Ця людина сказала Малдеру, що за ним стежать — це згодом виявляється правдою.
Агенти вирушають в Айдахо щоб поговорити з дружиною Будахаса Анітою, яка каже, що її чоловік проявляв дивну поведінку і до зникнення. Вона відводить агентів до сусідки, чоловік якої також пілот і поводить себе так само дивно. Агенти хочуть поговорити з директором бази полковником Кісселлом, але коли вони приходять до нього додому, він відмовляється з ними розмовляти. Згодом вони зустрічають місцевого репортера Пола Моссінгера, який представляється місцевим дослідником НЛО.
Перебуваючи біля бази вночі агенти бачать дивні літальні апарати, які виконують неможливі віражі. Вони втікають, коли бачать, що до них наближається чорний гелікоптер. Вони зустрічають двох підлітків, Еміля та Зое, які теж вирішили подивитися на НЛО. Малдер запрошує цих підлітків поїсти в кафе, де вони розповідають про дивні кулі, що світяться, і що, на їхню думку, з авіабази запускають НЛО. Тим часом полковника Будахаса повернули додому і він не пам'ятає нічого з того, що сталося. Під час того, як агенти їдуть на машині, їх зупиняють агенти в чорній формі, знищують зняті агентами фотографії та наказують покинути місто.
Обурений Малдер проникає на територію військової бази за допомогою Еміля і Зое. Він бачить, як величезний трикутний літальний апарат пролітає над його головою. Малдера ловлять та стирають побачене з його пам'яті. Згодом Скаллі дізнається що Пол Моссінгер, який представився журналістом, насправді є співробітником охорони бази. Скаллі бере його в заручники, їде до військової бази та вимагає обміняти його на Малдера. Агенти повертаються в Вашингтон. Через декілька днів Малдер знов зустрічає Бездонну горлянку. Малдер питає в нього, чи дійсно прибульці присутні на Землі, на що Бездонна горлянка відповідає «вони були тут дуже дуже довго».

## Створення

### Передісторія
В цій серії вперше з'явився персонаж Бездонна горлянка. Режисер стверджує, що він оснований на реальній історії людини, яка називалась «Бездонна горлянка», і який був інформатором журналістів Карла Бернштейна та Боба Вудворда, передаючи їм інформацію про розслідування Федеральним Бюро Розслідувань Вотергейтського скандалу. Бездонна горлянка згодом виявився помічником директора ФБР Марком Фелтом. Також мав певний вплив персонаж X з фільму Джон Ф. Кеннеді. Постріли в Далласі. Бездонну горлянку ввели в сюжет, щоб створити міст між протагоністами та учасниками змови, секрети яких вони намагатимуться розкрити. Кріс Картер після перегляду фільму Фірма одразу вибрав на цю роль Джері Хардіна. Хардін прилітав до Ванкувера кожні декілька тижнів щоб знятися у своїх сценах. Картер дуже високо оцінив гру Хардіна.
Сюжет серії був навіяний чутками, що на Базі військово-повітряних сил Нелліс та в Зоні 51 зберігалися інопланетні технології отримані під час Розвельського інциденту в 1947 році. Назва бази Елленс була дана на честь подруги Картера з коледжу, прізвище якої було Елленс. Прізвище Будахас було дано на честь шкільного друга Картера. Військовий проєкт описаний в серії був навіяний чутками, що Повітряні сили США почали проєкт «Аврора».

### Знімання
Сцени, в яких Малдер проникає на військову базу, були зняті на реальній американській військовій базі. НЛО було додане за допомогою комп'ютерної графіки. Картер сказав, що з таким малим бюджетом і стислим графіком ефекти вийшли «гарними в таких обмежених умовах». Під час кінцевого етапу знімання нічних сцен, сонце вставало рано, тому команді довелось затемнювати кадри. Одну сцену, в якій Малдер проникає на військову базу, переписали, змінивши в ній день на ніч, але сонце, що зійшло, змусило зняти сцену так, як і планувалось спочатку.
Роль будинку Будахаса виконав будинок стюарда, який зустрічав знімальну команду, коли вона покидала або в'їжджала в Ванкувер. Згодом цей же будинок був використаний Крісом Картером в його іншому серіалі «Міленіум» як будинок головного героя. Початкова сцена в барі була знята в ресторані Міт-Маркет в Ванкувері, оскільки це був єдиний ресторан, в якому був необхідний інтер'єр. Згодом цей ресторан з'явиться ще раз в серії Пайпер Мару в третьому сезоні. Придорожнє кафе на інопланетну тематику знімали досить далеко від Ванкувера, тому знімальній команді довелось організовувати автобуси.
Також в цій серії було вперше використано розповідь Скаллі в кінці, бо керівники телекомпанії вважали, що глядачі можуть зрозуміти не все, з того що відбувається.

## Знімались
| Актор             | Роль           |
| ----------------- | -------------- |
| Девід Духовни     | Фокс Малдер    |
| Джилліан Андерсон | Дейна Скаллі   |
| Джеррі Гардін     | Глибока глотка |
| Майкл Браян Френч | Моссінгер      |